# Neopromachus nigrogranulatus
Neopromachus nigrogranulatus är en insektsart som beskrevs av Günther 1929. Neopromachus nigrogranulatus ingår i släktet Neopromachus och familjen Phasmatidae. Inga underarter finns listade i Catalogue of Life.